# Fritz E. Maeder
Fritz E. Maeder (* 1936 in Bern; † 23. November 2018) war ein Schweizer Kameramann.

## Leben
Maeder absolvierte Ausbildungen als Fotograf und Kameraassistent. Als Kameramann drehte er seit den 1950er Jahren zahlreiche Dokumentar- und Spielfilme. Er war Vizepräsident der Swiss Cinematographer’s Society (S.C.S.) und Gastdozent an der Filmhochschule München.
Der Dokumentarfilm Wie du und ich (1997), bei dem Maeder auch Regie, Drehbuch und Produktion übernahm, wurde beim Schweizer Filmpreis 1998 als Bester Dokumentarfilm nominiert.

## Filmografie (Auswahl)

### Spielfilme
- Dällebach Kari
- Die Auslieferung
- Konfrontation
- Kleine frieren auch im Sommer
- Die Schweizermacher
- Handkuss
- Ostende
- Der hinkende Alois
- Kassettenliebe
- Luzifer
- Rabio
- Swissmade
- Abschied von Madagaskar
- Wilhelm Tell

### Dokumentarfilme
- Mandara
- L’uomo il fuoco e il ferro
- Auf weissem Grund
- Hellas
- Hans Arp
- Federico Lorca
- Musikfestival
- Unser Lehrer
- Eines von zwanzig
- Uijama
- Emigranten
- El grito del pueblo
- Looking for better dreams
- Zino Davidoff
- Significant moments
- The World is yours
- Switzerland (IMAX)
- Time Bandit
- René B. gehörlos
- Wie du und ich
- Skarabäus
- The seven wonders of the world

## Auszeichnungen
- Silberner Bär Berlin
- 5 × 1. Preis Venedig (Mercurio d’Oro)
- 2 × 1. Preis Strassburg
- 2 × 1. Preis Trento
- 1. Preis Milano
- 1. Preis Leipzig et Berlin pour Documentaire
- 1. Preis Mannheim
- 3 × 1. Preis New York
- 3 × „Golden Cameraaward“
- 1. Preis Houston
- 1. Preis Columbus (Ohio)
- 23 × prime à la qualité de l’Office fédéral de la Culture.